# برايان ماكيفوي
برايان ماكيفوي (بالإنجليزية: Brian McEvoy)‏ هو لاعب قذف أيرلندي، ولد في 1975 في كيلكيني في جمهورية أيرلندا.